# Фрайнсгайм
Фрайнсгайм (нім. Freinsheim) — місто в Німеччині, розташоване в землі Рейнланд-Пфальц. Входить до складу району Бад-Дюркгайм. Центр об'єднання громад Фрайнсгайм.
Площа — 13,61 км2. Населення становить 4923 ос. (станом на 31 грудня 2020).

## Галерея

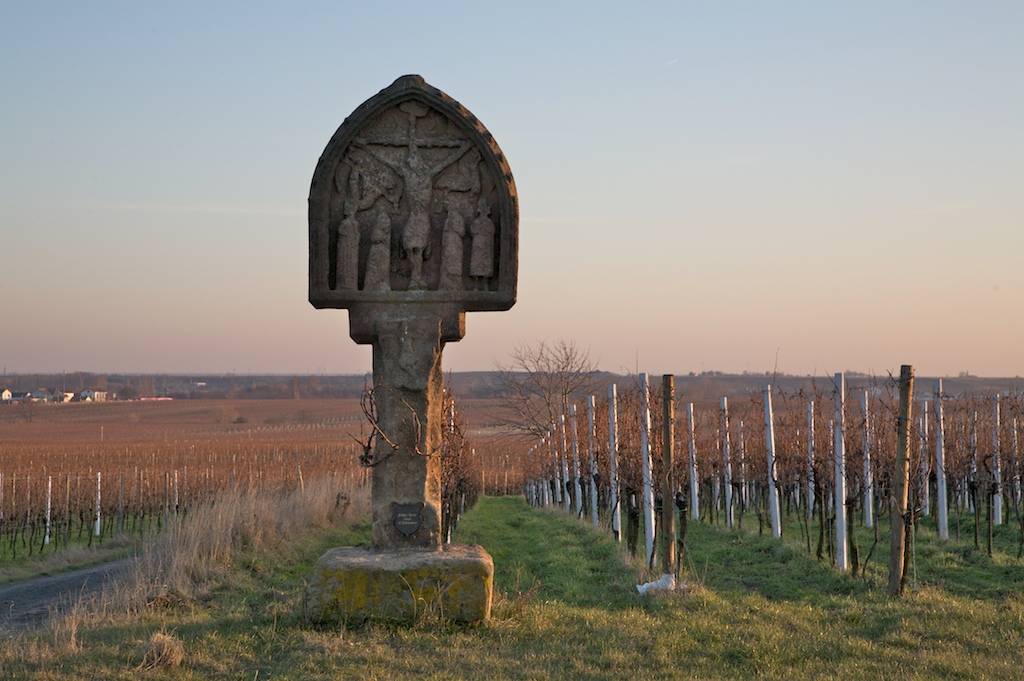
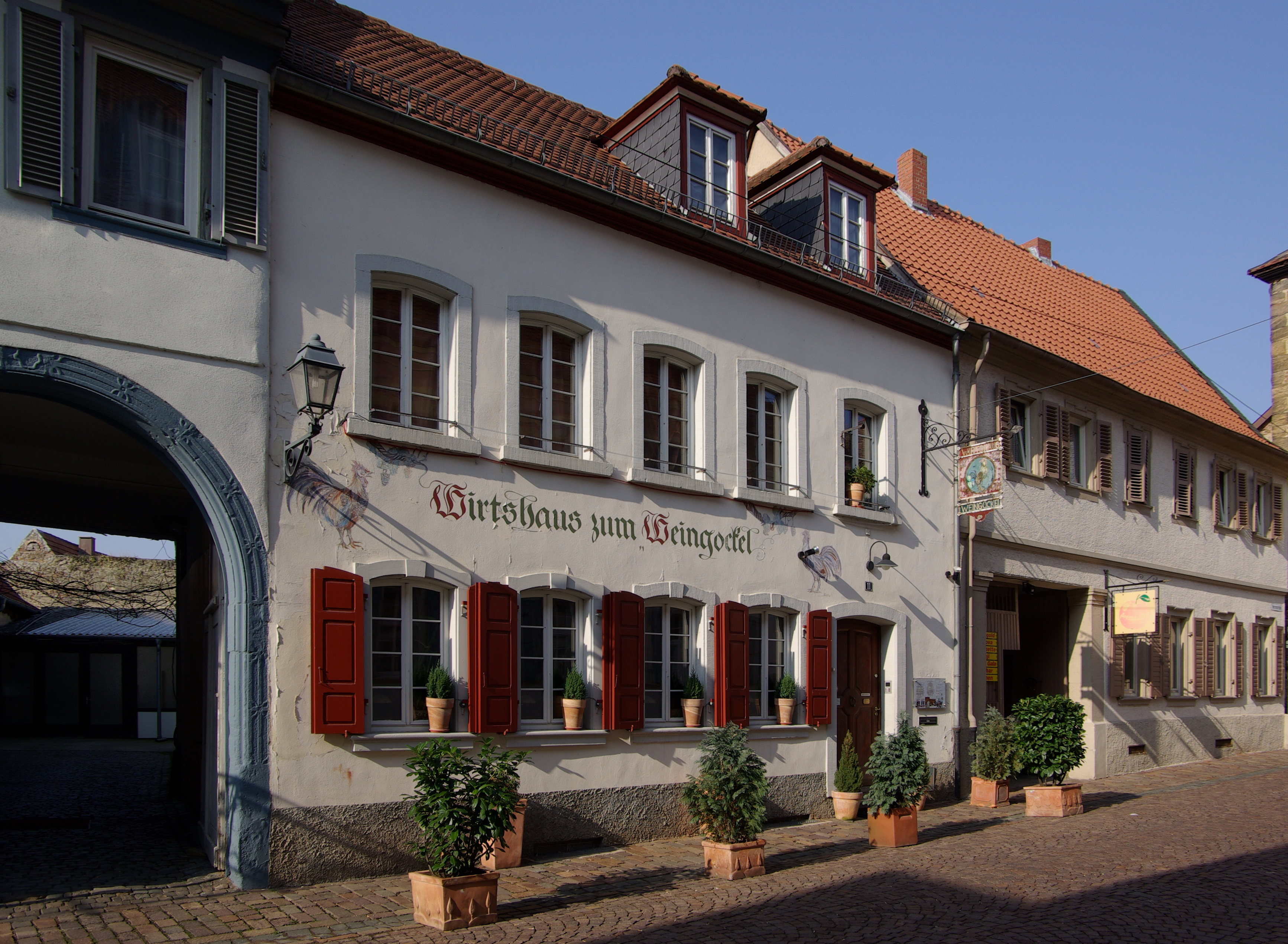
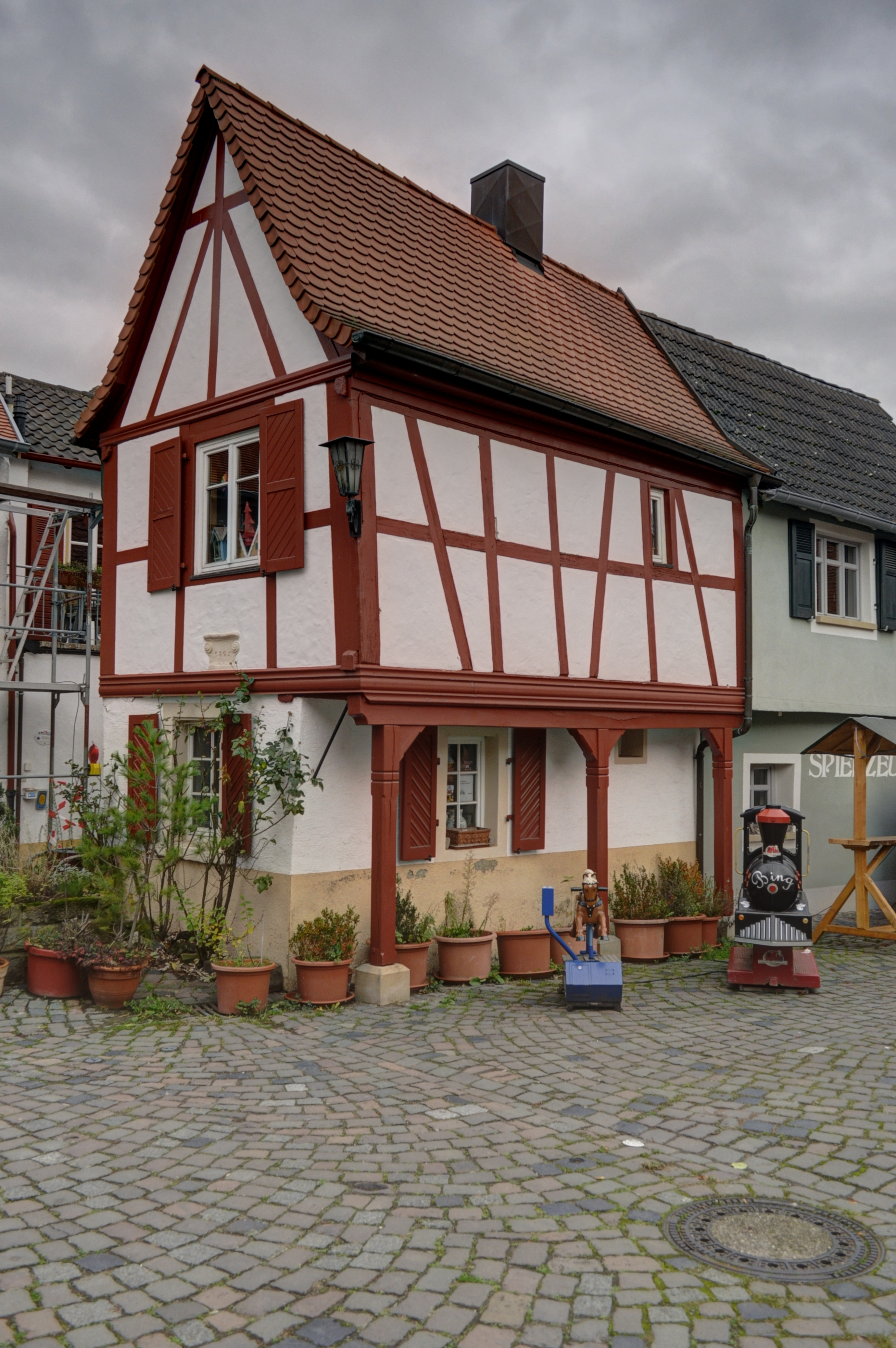